# Vifabio
Die Virtuelle Fachbibliothek Biologie (vifabio) stellt einen integrierten Zugang zu wissenschaftlicher Information und Literatur für Biologen über das Internet dar. Über vifabio sind Katalogdaten, ausgewählte Internetquellen, Aufsatzliteratur, Zeitschriften, Datenbanken und Volltextdokumente an einem virtuellen Ort vereint. Die Nutzung von vifabio ist kostenlos; das Fachportal ist parallel in deutscher und in englischer Sprache verfügbar.
Die Virtuelle Fachbibliothek Biologie ist ein Projekt der Universitätsbibliothek Johann Christian Senckenberg, Frankfurt am Main, unter Beteiligung von mehreren Kooperationspartnern. Das Fachportal wird auf der Basis der Sondersammelgebiete Biologie / Botanik / Zoologie errichtet und durch die Deutsche Forschungsgemeinschaft (DFG) gefördert. Die Webpräsenz vifabio ist im März 2007 online gegangen und wird schrittweise erweitert.

## Die wichtigsten Angebote
Die übergreifenden Suchfunktionen von vifabio ("Virtueller Katalog") erlauben ein gleichzeitiges Abfragen der folgenden Datenbanken:
- die Kataloge von zurzeit acht biologisch relevanten Bibliotheken aus Frankfurt, Berlin, Hamburg, Jena, Gatersleben, Müncheberg, Seewiesen und Wien,
- eine Datenbank mit qualitätskontrollierten und bibliothekarisch erschlossenen Internetquellen sowie der darauf basierende Dienst BioWebSearch,
- mehrere bibliographische Datenbanken mit Daten zu insgesamt etwa 20 Millionen biologischen Zeitschriften-Aufsätzen,
- einen biologischen Fachausschnitt von BASE (Bielefeld Academic Search Engine),
- die Titeldaten der Digitalisierungsprojekte Biodiversity Heritage Library und Animalbase,
- die Kataloge von zurzeit zwei deutschen Landes-/Regional-Bibliographien.

Soweit möglich, wird von den Rechercheergebnissen zu elektronischen Volltexten oder zu Bestellmöglichkeiten verlinkt. Zu den weiteren Angeboten von vifabio zählen beispielsweise eine Übersicht zu Digitalisierungsprojekten historischer biologischer Literatur sowie spezielle Informationen über biologische Online-Datenbanken. Ein Benachrichtigungsdienst ermöglicht es den Benutzern, Inhaltsverzeichnisse für neu erscheinende Zeitschriftenhefte kostenlos als E-Mail zu abonnieren.